# Матьенсо, Карлота
Карлота Матиенсо Роман (исп. Carlota Matienzo Román; 1881, Барселона — 1926, Куинс, Нью-Йорк) — пуэрто-риканская преподавательница и феминистка. Она занималась работой по реформированию системы государственных школ в Пуэрто-Рико, а также получила известность как одна из основательниц Женской лиги Пуэрто-Рико (1917 год) и Социальной лиги суфражисток (1921 год).

## Ранние годы и образование
Карлота Матьенсо Роман родилась в Барселоне, где её родители познакомились и поженились в тот период, когда её отец учился в юридической школе. Её отцом был пуэрториканец Росендо Матьенсо Синтрон. В начале 1880-х семья вернулась в Пуэрто-Рико, покинув Барселону. Они поселились в Маягуэсе, где её отец занялся юридической практикой и политикой. В 1904 году он был избран от своего округа в Палату представителей Пуэрто-Рико.
В 1907 году Карлота Матьенсо окончила Университет Пуэрто-Рико, в числе его первых выпускников (университет был основан в 1903 году). Потом она уехала в Нью-Йорк, где продолжила своё образование, изучая философию в Колумбийском университете. Затем Матьенсо вернулась в Пуэрто-Рико, чтобы заниматься там педагогической деятельностью.

## Карьера
Матьенсо как профессиональный педагог участвовала в работе над реформой системы государственных школ в Пуэрто-Рико, чтобы распространить высокий уровень образования на как можно большее количество детей.
В 1917 году была создана Женская лига Пуэрто-Рико, занимавшаяся защитой прав женщин, среди её основательниц наряду с Матьенсо были Ана Роке де Дюпре и Анхела Негрон Муньос. Все трое были педагогами по профессии. В этот период организации по защите прав женщин начали появляться и действовали по всей Латинской Америке, а также в США.
В 1921 году эта лига сменила своё название на Социальную лигу суфражисток и соответственно начала бороться за женские избирательные права. В её состав входили врачи, писательницы и другие представительницы интеллигенции. Матьенсо участвовала в организации крупных конференций в Сан-Хуане, Понсе и Аресибо. Она была среди лидеров этой лиги, которые обращались к законодательным органам по проблемам женщин. После заключения союза с Народной феминистской ассоциацией работающих женщин Пуэрто-Рико лига поддержала идею всеобщего избирательного права.
Матьенсо оставалась одним из ведущих членов лиги до 1924 года, когда та разделилась на две организации на основании принадлежности её лидеров к разным политическим партиям. Те, кто остался в лиге, поддерживали Чистую республиканскую партию и Республиканско-социалистическую коалицию, отколовшиеся же были сторонницами Союзной партии и Республиканско-юнионистского альянса.
Впоследствии Матьенсо стала одной из основательниц Общества помощи женщинам Пуэрто-Рико. Она работала непосредственно над решением проблем, с которыми сталкивались женщины.

## Смерть
Карлота Матьенсо умерла 31 июля 1926 года в Куинсе, штат Нью-Йорк, и была похоронена на муниципальном кладбище Старого Лукильо в Лукильо, Пуэрто-Рико.

## Память
- Университет Пуэрто-Рико посмертно назвал в её честь один из залов своего кампуса. Кроме того, была учреждена ежегодная премия Карлоты Матьенсо, которая присуждается выпускникам, демонстрирующим выдающиеся способности в педагогике[10].
- В конце XX века Матьенсо стала одной из 999 женщин, выбранных американской художницей Джуди Чикаго для своей инсталляции «„Званый ужин“» (1979), впервые показанной в Бруклинском музее[10].